# Pseudogastromyzon myersi
Pseudogastromyzon myersi és una espècie de peix de la família dels balitòrids i de l'ordre dels cipriniformes.

## Morfologia
Els mascles poden assolir els 6 cm de longitud total.

## Distribució geogràfica
Es troba a la Xina: Guangdong i Hong Kong.